# ديفيد وارنر
ديفيد وارنر (بالإنجليزية: David Warner)‏ (من مواليد 29 يوليو 1941 في مانشستر، لانكشر) هو ممثل وممثل أصوات إنجليزي.

## وصلات خارجية
- ديفيد وارنر على موقع IMDb (الإنجليزية)
- ديفيد وارنر على موقع روتن توميتوز (الإنجليزية)
- ديفيد وارنر على موقع ألو سيني (الفرنسية)
- ديفيد وارنر على موقع ميوزك برينز (الإنجليزية)
- ديفيد وارنر على موقع تيرنر كلاسيك موفيز (الإنجليزية)
- ديفيد وارنر على موقع أول موفي (الإنجليزية)
- ديفيد وارنر على موقع قاعدة بيانات برودواي على الإنترنت (الإنجليزية)
- ديفيد وارنر على موقع قاعدة بيانات الأفلام السويدية (السويدية)
- ديفيد وارنر على موقع إن إن دي بي (الإنجليزية)
- ديفيد وارنر على موقع ديسكوغز (الإنجليزية)